# Campeonato Europeo de Judo de 2019
El LXVII Campeonato Europeo de Judo se celebró en Minsk (Bielorrusia) entre el 22 y el 25 de junio de 2019, dentro de los II Juegos Europeos, bajo la organización de la Unión Europea de Judo (EJU) y la Federación Bielorrusa de Judo.
Las competiciones se realizaron en la Arena Chyzhouka de la capital bielorrusa.

## Medallistas

### Masculino
| Evento          | Oro                        | Plata                       | Bronce                                                       |
| --------------- | -------------------------- | --------------------------- | ------------------------------------------------------------ |
| –60 kg (22.06)  | Lujumi Chjvimiani Georgia  | Francisco Garrigós · España | Amiran Papinashvili · Georgia · Jorre Verstraeten · Bélgica  |
| –66 kg (22.06)  | Heorhi Zantaraya · Ucrania | Matteo Medves · Italia      | Bagrati Niniashvili Georgia Vazha Margvelashvili Georgia     |
| –73 kg (23.06)  | Tommy Macias · Suecia      | Rüstəm Orucov Azerbaiyán    | Hidayət Heydərov · Azerbaiyán · Yeoryos Azoídis · Grecia     |
| –81 kg (23.06)  | Matthias Casse · Bélgica   | Ivailo Ivanov Bulgaria      | Luka Maisuradze · Georgia · Attila Ungvári · Hungría         |
| –90 kg (24.06)  | Mikail Özerler Turquía     | Li Kochman Israel           | Məmmədəli Mehdiyev · Azerbaiyán · Jusein Jalmurzayev · Rusia |
| –100 kg (24.06) | Arman Adamian · Rusia      | Varlam Liparteliani Georgia | Elmar Qasımov Azerbaiyán Cyrille Maret Francia               |
| +100 kg (24.06) | Guram Tushishvili Georgia  | Inal Tasoyev · Rusia        | Stephan Hegyi · Austria · Henk Grol · Países Bajos           |

### Femenino
| Evento         | Oro                            | Plata                             | Bronce                                                    |
| -------------- | ------------------------------ | --------------------------------- | --------------------------------------------------------- |
| –48 kg (22.06) | Daria Bilodid · Ucrania        | Irina Dolgova · Rusia             | Julia Figueroa · España · Maruša Štangar · Eslovenia      |
| –52 kg (22.06) | Majlinda Kelmendi Kosovo       | Natalia Kuziutina · Rusia         | Chelsie Giles Reino Unido Amandine Buchard Francia        |
| –57 kg (22.06) | Daria Mezhetskaya · Rusia      | Nora Gjakova Kosovo               | Pauline Starke · Alemania · Telma Monteiro · Portugal     |
| –63 kg (23.06) | Clarisse Agbegnenou Francia    | Alice Schlesinger Reino Unido     | Maria Centracchio · Italia · Sanne Vermeer · Países Bajos |
| –70 kg (23.06) | Margaux Pinot Francia          | Sanne van Dijke · Países Bajos    | Barbara Matić · Croacia · Anna Bernholm · Suecia          |
| –78 kg (24.06) | Klara Apotekar Eslovenia       | Guusje Steenhuis · Países Bajos   | Loriana Kuka Kosovo Madeleine Malonga Francia             |
| +78 kg (24.06) | Maryna Slutskaya · Bielorrusia | Larisa Cerić Bosnia y Herzegovina | Iryna Kindzerska · Azerbaiyán · Xeniya Chibisova · Rusia  |

## Medallero
| Núm. | País                 | Oro | Plata | Bronce | Total |
| ---- | -------------------- | --- | ----- | ------ | ----- |
| 1    | Rusia                | 2   | 3     | 2      | 7     |
| 2    | Georgia              | 2   | 1     | 4      | 7     |
| 3    | Francia              | 2   | 0     | 3      | 5     |
| 4    | Ucrania              | 2   | 0     | 0      | 0     |
| 5    | Kosovo               | 1   | 1     | 1      | 3     |
| 6    | Bélgica              | 1   | 0     | 1      | 2     |
| 6    | Eslovenia            | 1   | 0     | 1      | 2     |
| 6    | Suecia               | 1   | 0     | 1      | 2     |
| 9    | Bielorrusia          | 1   | 0     | 0      | 1     |
| 9    | Turquía              | 1   | 0     | 0      | 1     |
| 11   | Países Bajos         | 0   | 2     | 2      | 4     |
| 12   | Azerbaiyán           | 0   | 1     | 4      | 5     |
| 13   | España               | 0   | 1     | 1      | 2     |
| 13   | Italia               | 0   | 1     | 1      | 2     |
| 13   | Reino Unido          | 0   | 1     | 1      | 2     |
| 16   | Bosnia y Herzegovina | 0   | 1     | 0      | 1     |
| 16   | Bulgaria             | 0   | 1     | 0      | 1     |
| 16   | Israel               | 0   | 1     | 0      | 1     |
| 19   | Alemania             | 0   | 0     | 1      | 1     |
| 19   | Austria              | 0   | 0     | 1      | 1     |
| 19   | Croacia              | 0   | 0     | 1      | 1     |
| 19   | Grecia               | 0   | 0     | 1      | 1     |
| 19   | Hungría              | 0   | 0     | 1      | 1     |
| 19   | Portugal             | 0   | 0     | 1      | 1     |
|      | TOTAL                | 14  | 14    | 28     | 56    |